# محاصره قسطنطنیه (۸۶۰)
محاصرهٔ قسطنطنیه در سال ۸۶۰ میلادی یک حملهٔ عمدهٔ نظامی توسط دریانوردان روس بود که در پی آن به امپراتوری بیزانس و اروپای غربی رفته بودند. علت محاصره کردن پایتخت بیزانس، ساخت قلعهٔ سارکل توسط مهندسین بیزانسی بود که از خزرها در برابر روس‌ها دفاع می‌کرد.
منابع بیزانسی از حمله به قسطنطنیه در زمانی می‌دهند که بیزانس با عرب‌ها می‌جنگید و قادر به مقابله با روس ها نبودند. پس از غارت حومهٔ بیزانس مهاجمین عقب‌نشینی کردند.